# Paradisul
Paradisul este un film scurt românesc din 1967 regizat de Dan Pița. 